# Renfe série 352
La série 352 est une série de dix locomotives  de la Renfe (société nationale d'exploitation des chemins de fer espagnols), dédiées à la traction des trains Talgo III.
Ces machines, de conception allemande, sont mises en service en 1964-1965 ; d'abord immatriculées 2001 T à 2010 T puis 352-001-2 à 352-010-3 selon la norme UIC, elles marquent, avec les rames qu'elles tractent, un réel progrès dans la technologie Talgo, notamment en permettant un retournement plus facile des trains aux terminus. La série s'éteint en 2002, après n'avoir jamais remorqué que des rames Talgo.

## Origine de la série

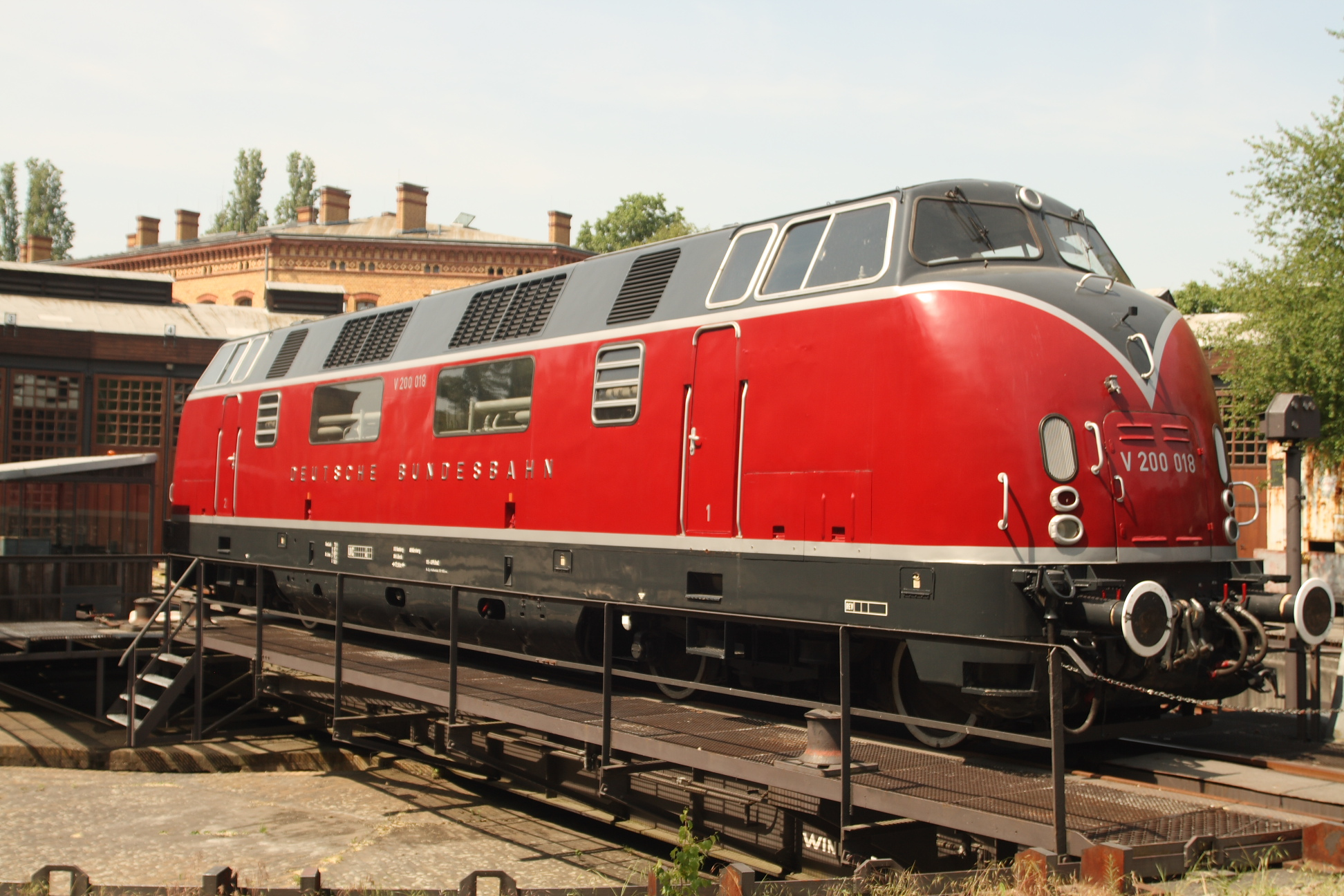
Série V 200 de la DB.

Malgré son succès technologique et commercial, les défauts du Talgo II deviennent de réels handicaps au début des années 1960. La formule de la composition indéformable rame + locomotive montre ses limites, avec de longues opérations de retournement aux terminus des lignes et des difficultés lors des opérations de maintenance.
La mise au point des nouvelles rames Talgo III, cette fois sécables entre locomotive et voitures et aisément réversibles, donne naissance à un nouveau train ultra-moderne à une époque où la troisième classe et la traction vapeur sont encore bien présentes. Un nouveau type de locomotive est nécessaire pour ces rames : ces machines doivent être indépendantes. Une partie des inconvénients du précédent système se trouvent ainsi éliminés.
Le 28 mai 1962, le conseil d'administration de la Renfe passe commande des locomotives nécessaires : la série 2000 T voit le jour, sur la base des V 200 de la Deutsche Bahn. La Renfe et la société Talgo choisissent, comme pour les engins précédents, un moteur Maybach mais marquent leur préférence pour une transmission hydromécanique en lieu et place de la transmission électrique employée sur les 350.

## Conception
Les 2000 T, uniquement conçues dans l'optique de remorquer les rames Talgo III, ne disposent que d'une seule cabine de conduite, de l'attelage automatique Scharfenberg, de tampons rigides spécialement adaptés au matériel Talgo, et des équipements auxiliaires nécessaires pour l'alimentation de la rame.
Les machines, de type B'B', disposent de deux moteurs de traction Diesel Maybach-Mercedes-Benz MD 650/1B, suralimentés à douze cylindres en V ; chacun dispose de sa propre transmission hydromécanique, également conçue par Maybach, reliée à l'un des bogies de la machine : les deux groupes moteur-transmission sont entièrement indépendants l'un de l'autre et développent ensemble une puissance continue de 1 470 kW. Cette mécanique assez complexe, paradoxalement conçue pour améliorer la fiabilité de la locomotive en cas de panne de l'un des groupes, n'est pas exempte de défauts : le problème récurrent de ces machines est la rupture des joints de culasse.

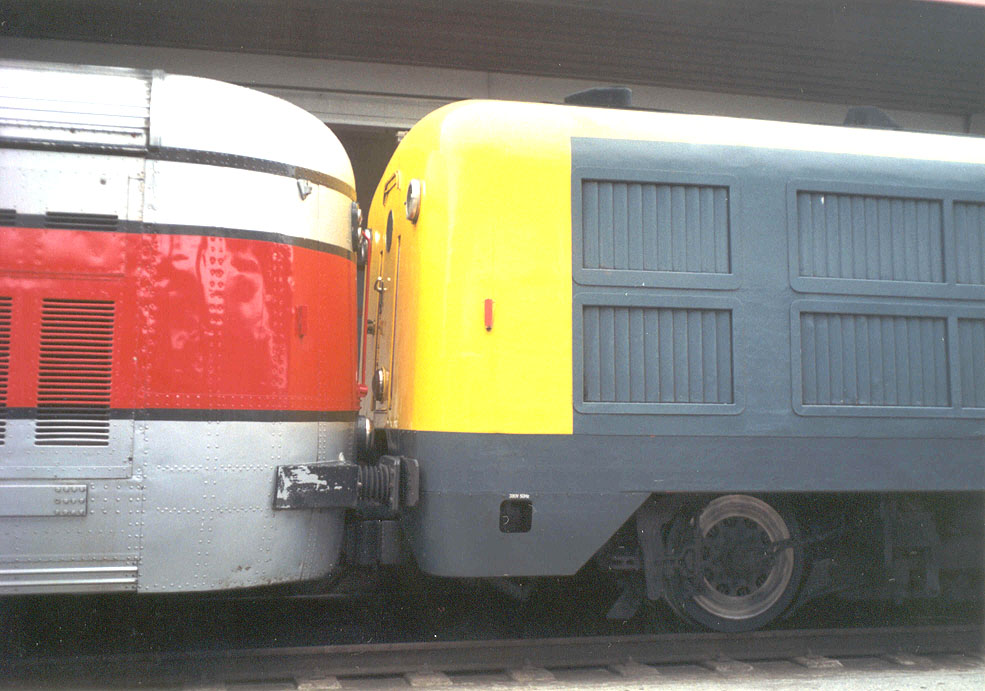
Attelage entre une 352 à droite et un Talgo III à gauche.

Les locomotives possèdent également deux groupes auxiliaires destinés à alimenter en courant alternatif 380 V 50 Hz les servitudes de la rame : air conditionné, éclairage, etc. ; chacun se compose d'un moteur Diesel à six cylindres de 184 kW entraînant un alternateur.
Les locomotives disposent d'un circuit de freinage à air comprimé Knorr-Bremse mais, lors de leur livraison, la Renfe ne dispose pas encore d'autre matériel freiné de cette manière, cette technologie étant réservée aux futures rames Talgo III. Les essais en charge de la nouvelle série s'effectuent donc avec des wagons Transfesa chargés, seul matériel ibérique disposant de cet équipement à l'époque.
Les cinq premières sont fournies par Krauss-Maffei en Allemagne comme les machines dont elles sont issues ; elles constituent le type ML 2.400 du constructeur. Les cinq suivantes sont fabriquées sous licence en Espagne par Babcock & Wilcox dans l'usine de Sestao (vallée du Galindo, Biscaye),. Les 2001 T à 2007 T sont livrées en 1964, les 2008 T à 2010 T en 1965.
| Image externe |                                                          |
|               | Face avant originelle de la 2009 T sur Trenos y Tiempos. |

Comme les autres machines destinées aux trains Talgo, toutes portent des noms de baptême évoquant la Vierge Marie. Toutes sortent d'usine avec la livrée argent et rouge typique des rames Talgo de l'époque.

## Service
Le voyage inaugural d'une 2000 T en tête d'un Talgo III a lieu le 29 juillet 1964 entre Saint-Sébastien et Vitoria-Gasteiz ; Francisco Franco est à bord de la rame.
Dès leur livraison, toutes les 2000 T sont affectées à la base Talgo d'Aravaca. Les premières arrivées sont affectées au Talgo Barcelone - Madrid à compter du 20 août 1964. L'arrivée de nouvelles machines permet d'étendre les services vers Hendaye, Bilbao, Séville. Elles marquent véritablement une rupture, et sont à l'époque les machines les plus rapides de la Renfe.
En 1980, la 352-004 est modifiée afin de pouvoir remorquer les nouvelles rames Talgo pendular. Elle remorque ce matériel entre Saragosse et Madrid à partir de juin 1980. Quelques années plus tard, elle sera à nouveau en tête de Talgo pendular, mais sur Madrid - Carthagène. Mais les 352 sont déjà sur le déclin. L'arrivée massive des japonaises des séries 269.0 et 269.2 permet d'en équiper certaines pour la traction des rames Talgo III et Talgo III RD. Les 352 se retrouvent donc chassées sur les axes non électrifiés, comme Badajoz - Lisbonne, Grenade - Almeria, Murcie - Carthagène et n'atteignent plus le nord que par la ligne directe de Burgos.
Au début des années 1990, les 352 reçoivent de nouvelles baies frontales blindées et leurs cabines sont équipées de l'air conditionné, avec pose du générateur sur la toiture ; ces modifications contribuent à enlaidir la silhouette générale. La première équipée est la 352-009 en 1991. Mais à la même époque, la série est devenue surnuméraire, et il est décidé de ne plus procéder à de grandes révisions dessus.
De septembre 1995 à avril 1996, la 352-004 est utilisée sur le Talgo pendular Madrid - Carthagène en remplacement de la 354-008 accidentée. Les 352-010-3 et 352-006-1, victimes d'incendies, respectivement en 1994 et 1999, sont radiées prématurément, de même que les 352-005-3 et 352-004-6, accidentées en 1997-1998. Les locomotives ainsi retirées sont « cannibalisées », les pièces encore en bon état récupérées comme équipements de rechange pour les autres unités.
Vers la fin des années 1990, deux unités, les 352-003 et 352-004 reçoivent la livrée « taxi » jaune et gris foncé. Cette expérience n'est pas étendue, et toutes finissent leur carrière avec leur décoration d'origine. Dans les derniers temps, elles n'assurent que la remorque du Talgo Irun - Madrid-Chamartin et retour. La 352-009, dernière de la série, est retiré du service le 20 mai 2002.
| N° Origine | N° UIC    | Nom                         | Constructeur     | N° usine | Mise en service | Réforme    | Kilomètrage |
| ---------- | --------- | --------------------------- | ---------------- | -------- | --------------- | ---------- | ----------- |
| 2001 T     | 352-001-2 | Virgen del Rosario          | Krauss-Maffei    | 19094    | 1964            | 22/04/2002 | 7 443 836   |
| 2002 T     | 352-002-0 | Virgen Peregrina            | Krauss-Maffei    | 19095    | 1964            | 27/04/1993 | 5 416 678   |
| 2003 T     | 352-003-8 | Virgen del Perpetuo Socorro | Krauss-Maffei    | 19096    | 1964            | 08/06/2001 | 7 253 459   |
| 2004 T     | 352-004-6 | Virgen del Camino           | Krauss-Maffei    | 19097    | 1964            | 21/12/1997 | 6 262 292   |
| 2005 T     | 352-005-3 | Virgen del Carmen           | Krauss-Maffei    | 19098    | 1964            | 28/06/1998 | 6 873 765   |
| 2006 T     | 352-006-1 | Virgen Santa Maria          | Babcock & Wilcox | 888      | 1964            | 09/07/1999 | 6 846 166   |
| 2007 T     | 352-007-9 | Virgen de la Almudena       | Babcock & Wilcox | 889      | 1964            | 27/02/1993 | 5 543 765   |
| 2008 T     | 352-008-7 | Virgen de la Soledad        | Babcock & Wilcox | 890      | 1965            | 19/05/2002 | 7 144 582   |
| 2009 T     | 352-009-5 | Virgen de Gracia            | Babcock & Wilcox | 891      | 1965            | 20/05/2002 | 7 405 093   |
| 2010 T     | 352-010-3 | Virgen de los Reyes         | Babcock & Wilcox | 892      | 1965            | 23/10/1994 | 5 948 783   |

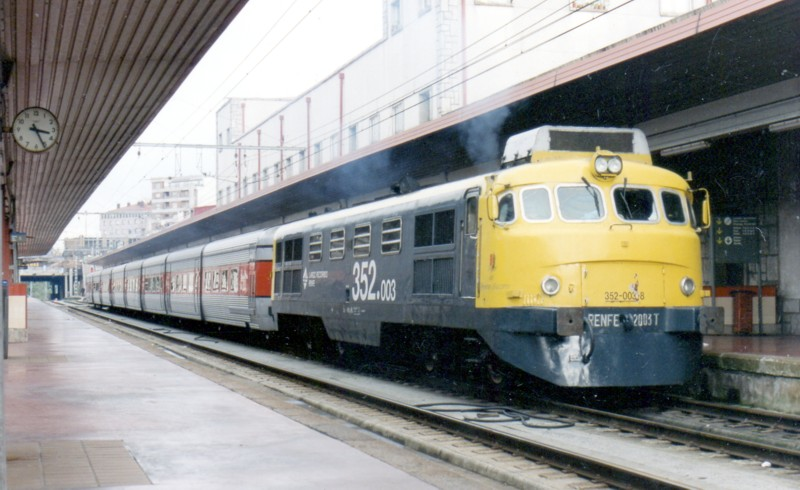
La 352-003 à Irun. Octobre 1999
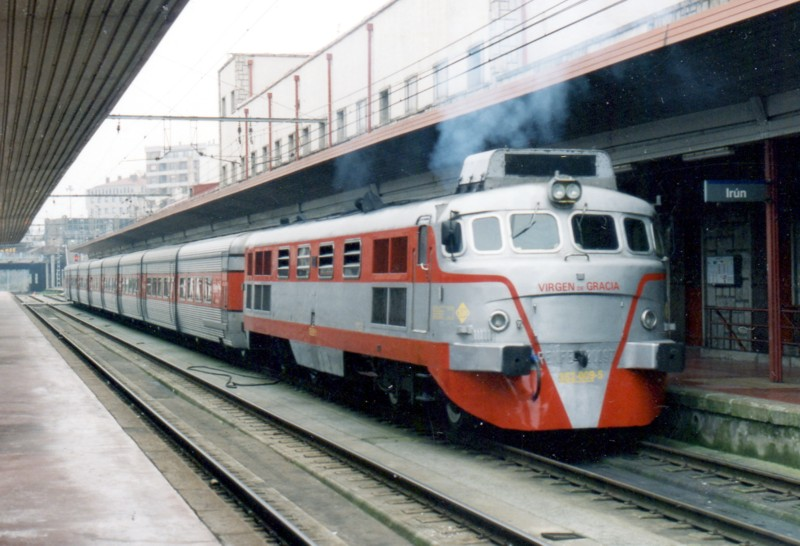
La 352-009 à Irun. 25 février 2000.

## Machines préservées

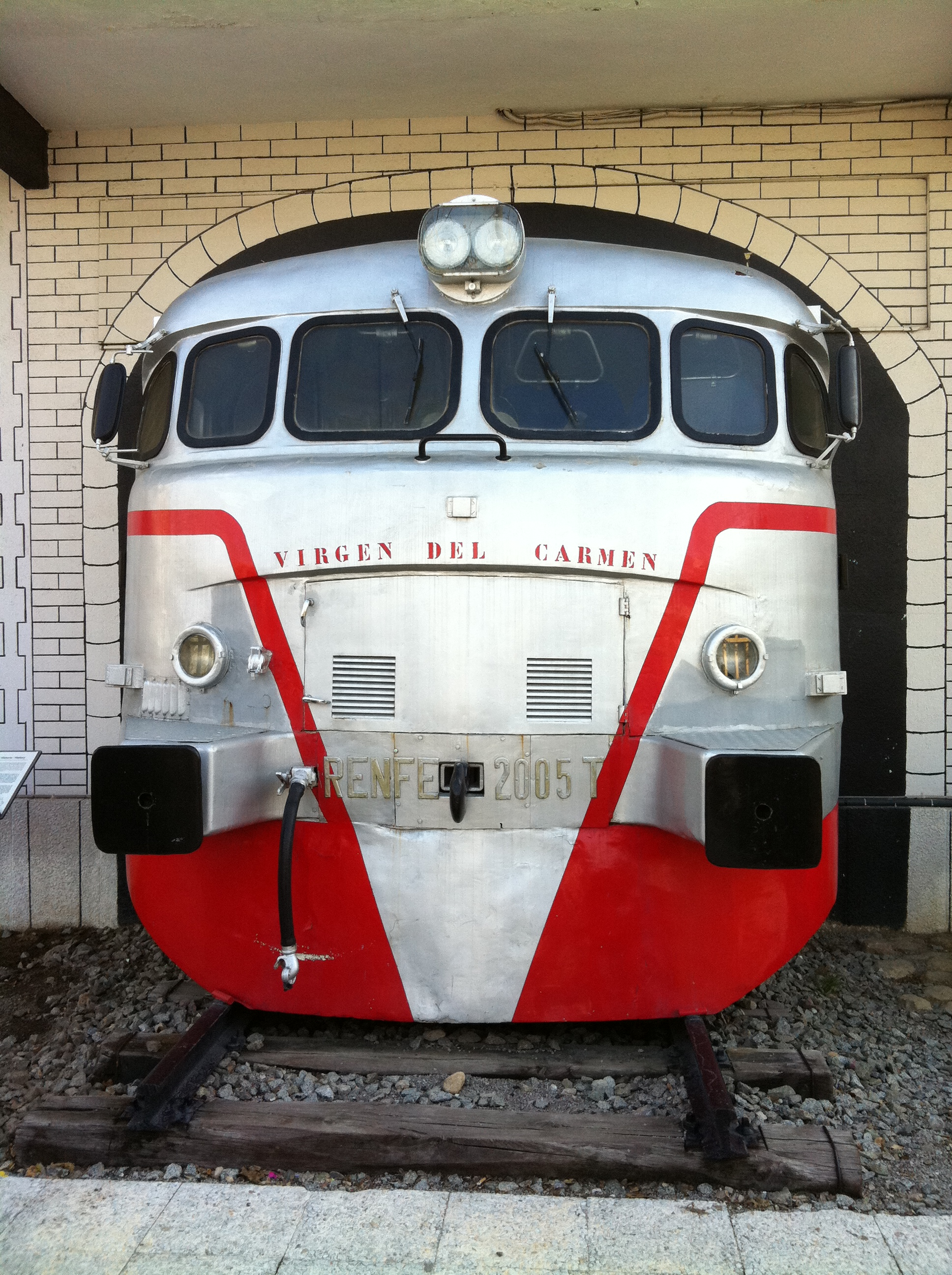
Extrémité de la 352-005 au MCFC.

La 352-009 est préservée au titre du musée des chemins de fer de Madrid qui détient par ailleurs, dans ses réserves, le pupitre de conduite d'une autre machine de la série.
La face avant de la 352-005 est exposée au musée du chemin de fer de Catalogne (MCFC), tandis que la face avant de la 352-001 a été récupérée par le musée des chemins de fer d'Arganda.